# Nils Rybæck
Nils Rybæck, född 12 augusti 1791 i Rystads församling, Östergötlands län, död 22 februari 1858 i Ulrika församling, Östergötlands län, var en svensk präst.

## Biografi
Nils Rybæck föddes 1791 i Rystads socken. Han var son till klarinettblåsaren Magnus Nils Rybæck och Anna Kajsa Larsdotter. Nils Rybæck blev 1811 student vid Uppsala universitet och prästvigdes 3 december 1815. Han blev 3 april 1830 komminister i Nykils församling, tillträde samma år och 19 juli 1831 komminister i Rinna församling, tillträdde 1833. Rybæck blev 12 november 1840 kyrkoherde i Ulrika församling, tillträdde 1843 och utnämndes 21 december 1853 till prost. Han avled 1858 i Ulrika församling.

## Familj
Rybæck gifte sig 14 november 1830 med Maria Elisabet Schollin (1778–1856), dotter till komministern J. Schollin i Ekeby församling. Schollin var änka efter kyrkoherden Johan Cnattingius i Normlösa församling.